# Deathrock
Deathrock (también expresado como death rock) es un subgénero de música rock y término usado para identificar a una rama del punk rock y post punk surgida en California (Estados Unidos) y en Londres (Inglaterra) por los conciertos del bar nocturno The Batcave Club, fusionado con el glam rock durante los últimos años de la década de 1970 y principios de la década de 1980. Más tarde llegaría a formar parte del rock gótico y de la subcultura gótica.

## Etimología del términodeath rock
El origen del término death rock parece ser que aparece por primera vez en la década de 1950, cuando se usó para describir un género de rock and roll en el que los adolescentes cantaban acerca de las muertes trágicas de sus novios o novias por accidentes, suicidios, enfermedades, etc. «The Leader of the Pack» de The Shangri-Las es uno de estos ejemplos junto a Mark Dinning con «Teen Angel» o Ray Peterson con «Tell Laura I Love Her». «Last Kiss» de Frank Wilson, en 1964, fue la última canción de este género de rock and roll. Estas canciones tenían una naturaleza más seria y romántica que las canciones del llamado género deathrock surgido tras el punk, que tratan de vampiros, monstruos, etc.

## Historia

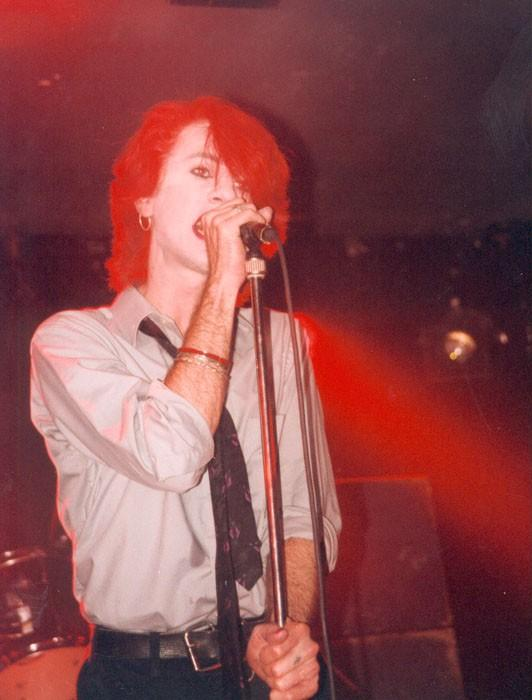
Rozz Williams, fundador del grupo Christian Death y considerado el padre y creador del deathrock

Más tarde, en 1980, el término deathrock volvió a usarse para describir a diversas bandas que cantaban acerca de la muerte y el terror. Bajo la influencia de artistas como Alice Cooper, amantes de las películas de serie B y de terror macabras, surgen en Estados Unidos, exactamente en California, bandas como Christian Death de la mano de Rozz Williams, a los cuales se les considera la primera banda de deathrock en la historia y a Rozz Williams fundador del rock gótico en E.U.A, Voodoo Church, Super Heroines, 45 Grave de la mano de Dinah Cancer , Kommunity FK, Ex-Voto, Radio Werewolf, Burning Image, Screams For Tina y ; paralelamente en el Reino Unido, en Londres, el club nocturno The Batcave Club, que patenta la subcultura gótica, realizaba conciertos de bandas como Alien Sex Fiend, Specimen, Sex Gang Children, Screaming Dead, Sex Beat, que básicamente remitían al mismo sonido deathrock de USA, por lo que también se les encasilla en este estilo. A decir verdad, son pioneros de este, junto con las otras bandas ya mencionadas anteriormente. En Francia por su parte aparece la banda Neva; todas estas bandas formarían la primera oleada del deathrock a principio de los años 80.
En cuanto a sonido musical, el deathrock es más acelerado, y a diferencia del rock gótico que utiliza arpegios con efectos de delay, este suele utilizar más power chord con una distorsión muy sucia y hasta descuidada (Una marca muy distintiva del deathrock); en cuanto a las voces, estas pueden ser tanto andróginas, como las de Rozz Williams en Christian Death o Olli Wisdom en Specimen, o sarcásticas y macabras, como las de Nik Fiend en Alien Sex Fiend o Dinah Cancer en 45 Grave; el bajo y la batería suelen ser continuos (Esta última es incluso a veces hasta reemplazada por una máquina de ritmos); el uso de teclados con efectos siniestros y de terror también están presentes; finalmente hay bandas que suelen utilizar pequeños ritmos sutiles de electrónica, como los ya mencionados Alien Sex Fiend o los españoles Eyaculación Post Mortem. 
Las palabras Deathrock y Batcave en términos musicales representan el mismo tipo de música rock, por eso el llamar a bandas como Christian Death o Alien Sex Fiend deathrock o batcave por ejemplo no es del todo incorrecta. La única diferencia radica en que el término "deathrock" se acuñó en Estados Unidos y "batcave" en Inglaterra por el bar nocturno The Batcave. Las diferencias serían solamente geográficas, pero ambas etiquetas son el mismo tipo de música gótica.
Si bien, tanto el deathrock como el rock gótico son corrientes dentro de la música gótica, y aunque ambos pertenecen al movimiento de la subcultura gótica, también tienen sus diferencias  musicales; el deathrock a diferencia del rock gótico que casi viene del todo de su influencia post punk, este primero hereda también influencias del punk rock de los 70; en el caso de Estados Unidos, del punk de Los Ángeles, (Donde el nacimiento del deathrock compartió escenario con muchas bandas de punk y hardcore punk de L.A.); y en el caso de Inglaterra, del punk londinense, además, también se empapa del glam rock de inicio de los años 70. 

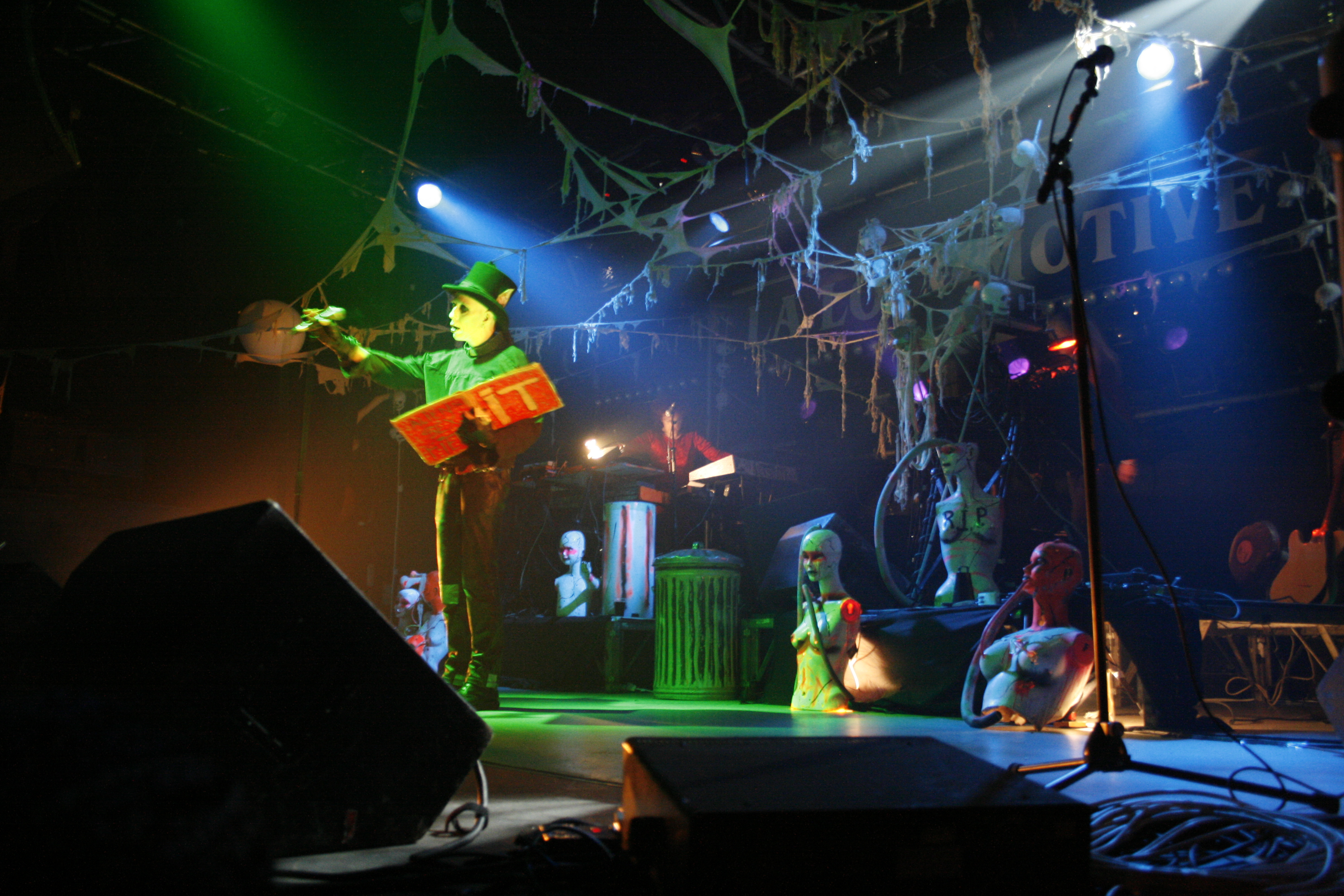
Alien Sex Fiend, mítica banda de deathrock inglés formada en el club nocturno The Batcave que dio inicio a la subcultura gótica

En España, por su parte, la banda madrileña Parálisis Permanente era pionera de un nuevo sonido post punk siniestro oscuro por el cual se les consideró fundadores de la subcultura gótica española, y también iniciadores de la "Onda Siniestra", al mismo tiempo que surgía el deathrock al otro lado del Atlántico y el movimiento del Batcave cruzando el Canal de La Mancha. Parálisis Permanente estaba profundamente vinculada con la Movida madrileña , de la cual eran una de sus bandas más representativas durante sus dos años de existencia. Esta banda tiene mucho peso en España y es considerada una banda maldita por su final trágico. Posteriormente aparecerían algunas otras bandas de renombre en España, que tomarían el relevo del vacío dejado por Parálisis Permanente, tales como Los Paralitikos, Eyaculación Post-Mortem y Los Carniceros Del Norte.
El deathrock siempre ha llevado desde sus inicios una relación estrecha con el Horror punk, añadiendo que ambos subgéneros son muy similares en sonidos y en estética y en algunos casos algunas bandas de deathrock suelen tocar también horror punk. En menor medida también guarda relación con el Psychobilly.
Cabe destacar a la compañía discográfica independiente estadounidense Cleopatra Records, que de cierta manera resurgió el género en los 90, con sus álbumes recopilatorios de bandas de deathrock como Christian Death, Alien Sex Fiend, Specimen o Sex Gang Children, además  también de bandas de rock gótico como Bauhaus y Mephisto Waltz. 
Pronto la escena traspasa la frontera de Estados Unidos, hasta hoy en día, donde, desde inicios del siglo XXI se ha podido ver un resurgir del género con bandas como Cinema Strange, Antiworld, Frank The Baptist, Bloody Dead And Sexy, Ausentes y Desaparecidos, Christ vs. Warhol, Acid Bats, Rüe Morgue 131, etc.

## Estética Deathrock

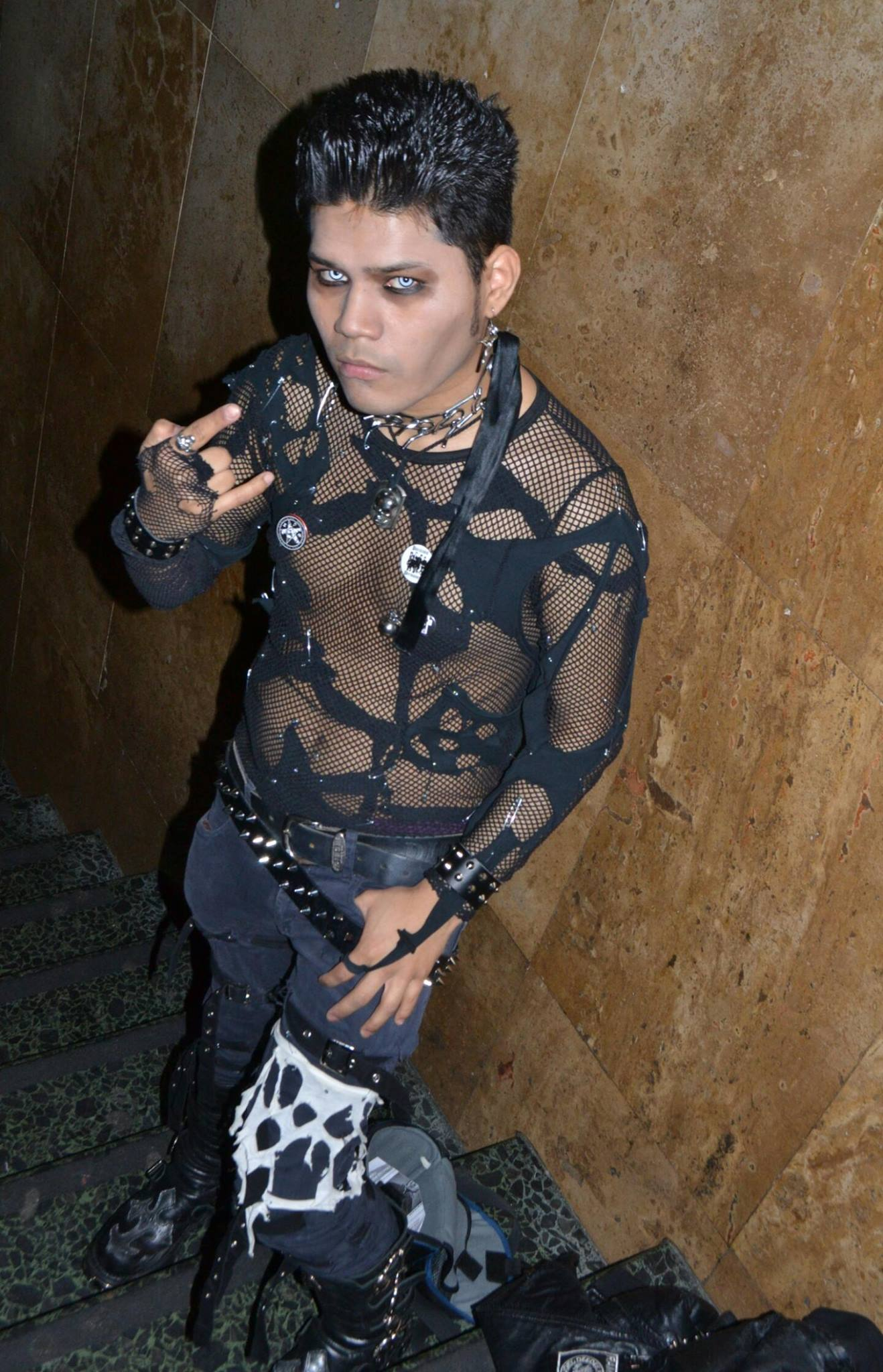
Fotografía de un joven vestido con la estética gótica deathrock tradicional, inspirada en el punk rock y el glam rock.

Estéticamente hablando, el estilismo gótico del deathrock es más llamativo y extravagante que el estilismo del rock gótico clásico, utilizando muchas veces maquillaje y el cabello teñido, ambos con colores más llamativos como el celeste, azul, rojo, verde, rosado entre otros, así como a veces la  ropa de látex (Influenciados por el "glam rock") similar a la estética del New romantic; también suelen llevar peinados Deathhawk (Una variante del peinado mohawk), pelos en punta, camisas de rejilla, muñequeras de pinchos, chupas de cuero y botas militares, (heredadas de sus raíces "punk rock" ), ropa con alfileres, parches y chapas de bandas de deathrock; como también telas rotas con hueco que simulan la  tela de araña , garras de dedos, lentillas de fantasía de estilo zombi, vampiro u hombre lobo, collares con colgantes de  ataúd, murciélagos o calaveras (Influenciados por el "cine de serie B" de terror y fantasía).
La diferencia existente entre la estética gótica y el deathrock es que este último, tiene motivos más viscerales y contundentes, que evocan directamente a la muerte y no únicamente la visión romántica de ésta. Se hacen presentes artilugios de calaveras, cadenas, púas, predominando el color negro y los accesorios metálicos, correas, botas, medias rotas y mallas, entre otros.
Los eventos y lugares en que se realizan reuniones y conciertos de deathrock son usualmente decorados con motivos de muertos, calaveras, tumbas, telas de arañas, murciélagos, zombis. 
Musicalmente hablando, el deathrock opta por un sonido oscuro, siniestro y que presentan una clara confrontación con el sistema predominante, pero se abordan los temas siempre en torno a la muerte, con crudeza y sin melancolía, a diferencia del rock gótico. La música tiende a ser desgarradora y contundente, lo cual viene de sus orígenes en el punk de fines de los años setenta.
Una muestra de ello son las canciones de "Only Theatre of Pain" de Christian Death, publicado en 1982 y que es reconocido como el primer álbum con el que se dio inicio al deathrock; en que las letras son viscerales y sin artilugios de poesía; van directo a la médula. También las canciones de Alien Sex Fiend y Parálisis Permanente en "El Acto" tienen la misma característica. Se mencionan muy a menudo cementerios, muertos, cadáveres, esqueletos, sentimientos intensos del artista y con los que se muestra inconformidad, emociones ensimismadas de los autores y crítica social, política e incluso religiosa.

## Géneros relacionados o subgéneros
- Música gótica
- Rock gótico
- Post punk
- Dark Wave
- Horror punk
- Psychobilly
- Punk rock